# El Pla de la Font
El Pla de la Font és una entitat municipal descentralitzada catalana integrada dins del municipi de Gimenells i el Pla de la Font, a la comarca del Segrià. El 2022 tenia 316 habitants. Forma part de l'Inventari del Patrimoni Arquitectònic de Catalunya.
Va ser creat a mitjan segle xx pel govern franquista, i construït de 1956 a 1962 segons els plans de l'arquitecte José Borobio Ojeda (1907-1984).
Compta amb cases unifamiliars i una plaça que és el centre de la vila. El nucli té molt d'espai natural, molt agradable per a esportistes i per descansar.

## Història
Es tracta d'un llogaret creat per l'Institut Nacional de Reforma i Desenvolupament Agrari (IRYDA) a la zona de regadiu del canal d'Aragó i Catalunya. És prop del poble de Gimenells i té un plantejament constructiu similar, si bé amb menys concentració edificatòria. Es construí en unes terres de la Obra Tutelar Agraria donades pel marquès d'Alfarràs.

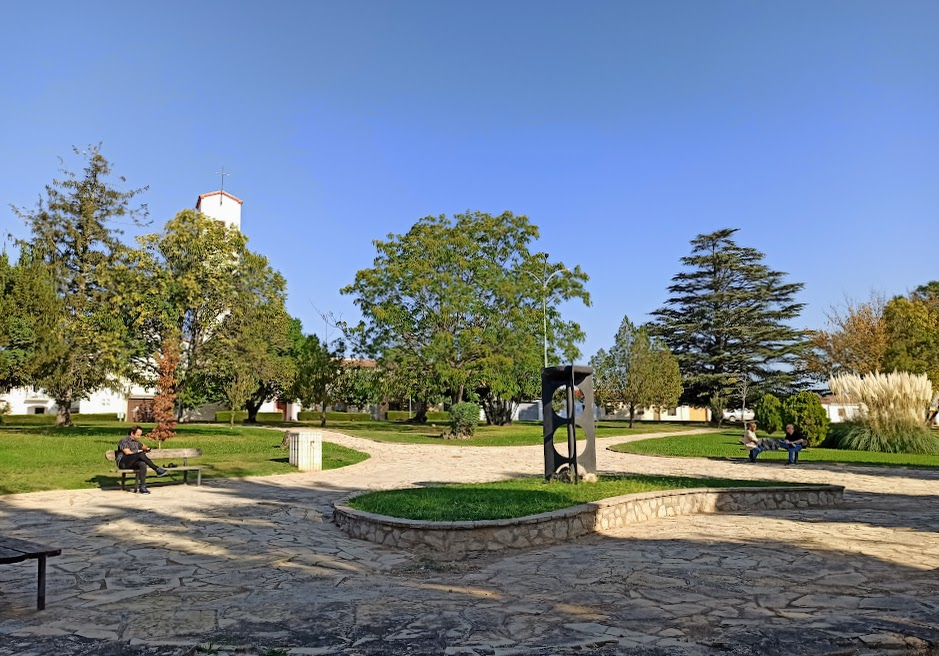
Plaça major

Pla de la Font va ser l'última colonització que l'Institut Nacional de Colonització va construir a la part catalana del canal d'Aragó i Catalunya. La principal diferència amb els altres poblats es troba a la plaça, en aquest cas molt més gran i majestuosa. La plaça es troba un extrem de la trama urbana. És un espai obert i enjardinat. En aquest cas les construccions oficials són sòbries i humils en l’àmbit arquitectònic i decoratiu.
Urbanísticament, la trama s'organitza de forma geomètrica per a dialogar amb el paisatge i adaptar-se a la topografia. Com s'ha comentat abans, la menor concentració edificatòria permet una major fluïdesa fruit de traçats curvilinis i carrers amb pendents que generen perspectives obertes sobre el territori.
L'església continua tenint un paper important en el conjunt, però ja no és la protagonista, donat que també passa a ocupar un lloc lateral en el punt més elevat de la topografia. El resultat és la conversió de l'església en una fita visual en el paisatge. Té un caràcter volumètric pur, simple i abstracte. L'element decoratiu més significatiu és una gelosia de quadrats d'alabastre tant a la façana com al campanar.
L'Institut Nacional de Colonització va ser fundat l'any 1939, pel govern franquista un cop acabada la Guerra Civil. El seu objectiu era reformar el sector agrícola que es trobava en una situació precària a causa de l'enfrontament bèl·lic. Havia de preparar el país pel període autàrquic en què s'endinsava. Per aconseguir l'autarquia, es varen construir séquies, embassaments, reparcel·lacions i més de tres-cents noves poblacions en la part espanyola de la península. La majoria d'aquests pobles, al voltant de les conques dels rius per aprofitar l'aigua per a nous regadius, són a Andalusia, Castella la Manxa, Extremadura i l'Aragó. A Catalunya se'n van construir tres a la comarca del Segrià: Gimenells, Sucs i Pla de la Font.
El territori de la comarca del Segrià era una terra erma que havia quedat despoblada durant el segle xviii. La pastura d'animals i la caça varen ser les úniques activitats agrícoles abans el regadiu canviés la naturalesa de la zona. Aquestes terres van pertànyer a diversos propietaris després de la reconquesta cristiana, entre d'altres la família Desvalls a la Pia Almoina o el marquès d'Alfarràs. Després de la construcció dels canals, alguns emprenedors com Manuel Raventós(1862-1930), van veure una bona oportunitat per adquirir finques i establir-hi colònies agrícoles.
Aquesta infraestructura ja l'havien demanada des de molt abans que es creés a partir de l'Institut Nacional de Colonització i això des del segle xviii, en temps de Carles III, tot i que no va ser fins a 1896 que les obres van efectuar-se de la mà del polític regeneracionista Joaquín Costa. El canal es va inaugurar el 1910.
En el projecte de Pla de la Font es veuen les marques característiques de l'arquitectura de José Borobio Ojeda (1907-1984), especialment centrada en la relació amb el control del paisatge basata en el domini de la geometria. L'arquitecte coneixia bé la construcció popular i en va posar en pràctica els principis el que va resultar en un estil depurat i integrat en la geografia.

## Festes
Les festes majors són devers l'1 de maig i devers 25 d'octubre, car s'adapten per a coincidir amb el cap de setmana.

## Llocs d'interés
- El mirador de Pla de la Font[7]